# Caffrogobius caffer
Caffrogobius caffer är en fiskart som först beskrevs av Günther, 1874.  Caffrogobius caffer ingår i släktet Caffrogobius och familjen smörbultsfiskar. Inga underarter finns listade.